# 英特尔集成性能原语
Intel Integrated Performance Primitives（Intel IPP）是一个多线程软件函式庫，包含用于多媒体和数据处理应用的函数，出自英特尔。此产品可译作：集成性能原语、集成执行原语。
该库支持英特尔和兼容处理器，可用于Linux、macOS、Windows和Android操作系统。它可单独提供或作为Intel Parallel Studio的一部分使用。

## 特色
该库利用处理器的包括MMX、SSE、SSE2、SSE3、SSSE3、SSE4、AVX、AVX2、AVX-512、AES-NI和多核心處理器特性。Intel IPP包含下列函数：
- 视频解码/编码
- 音频解码/编码
- JPEG/JPEG2000/JPEG XR
- 计算机视觉
- 密码学
- 数据压缩
- 图像颜色转换
- 图像处理
- 光線追蹤和渲染
- 信号处理
- 語音編碼
- 语音识别
- 字符串处理
- 矢量和矩阵数学

## 组织
Intel IPP被划分为四大主要处理组：信号（带有线性阵列或矢量数据）、图像（具有典型颜色空间的2D阵列）、矩阵（用于矩阵运算的nxm数组）和密码学。
其入口点中一半为矩阵类型，三分之一为信号类型，其余是图像和密码类型。Intel IPP函数分为4种数据类型：数据类型包括8u (8-bit unsigned)、8s (8-bit signed)、16s、32f (32-bit floating-point)、64f等。

## 历史
- 版本2.0文件日期为2002年4月22日。
- 版本3.0
- 版本4.0文件日期为2003年11月11日。4.0运行时完全支持为3.0和2.0编写的应用程序。
- 版本5.1文件日期为2006年3月9日。5.1运行时不支持为4.0或更早版本编写的应用程序。
- 版本5.2文件日期为2007年4月11日。5.2运行时不支持为5.1或更早版本编写的应用程序。于2007年6月5日推出，为数据压缩添加了代码示例，支持新的视频编解码器，支持Mac OS X上的64位应用程序，支持Windows Vista以及用于光线追踪和渲染的新函数。
- 版本6.1于2009年6月28日与Intel C++ Compiler一同发布。6.1的Update 1于2009年7月28日发布。Update 2文件日期为2009年10月19日。[4]
- 版本7.1[5]
- 版本8.0[6]
- 版本8.1[7]
- 版本8.2[8]
- 版本9.0，2015年8月25日[9]
- 版本9.0.1，2015年12月1日[10]

## 类似产物
- Sun：用于Solaris的mediaLib
- Apple：用于macOS的vDSP（英语：vDSP）、vImage（英语：vImage）、Accelerate （页面存档备份，存于）等
- AMD：Framewave（英语：Framewave）（前AMD性能库或APL）
- Khronos Group：OpenMAX DL